# Angelo Di Marco
Angelo Di Marco (Parigi, 10 luglio 1927 – Puteaux, 21 dicembre 2016) è stato un fumettista e vignettista francese. meglio conosciuto per le sue illustrazioni di notizie varie prodotte per alcuni importanti giornali (come France-Soir, Radar, Détective o France Dimanche).

## Biografia
Iniziò la sua carriera illustrando notizie varie degli anni Cinquanta. Ha poi costruito una sua reputazione come illustratore realistico confermandosi anche come iperrealista.
Ottenuta una certa notorietà, pubblicò sulla rivista Bravo poi sulla rivista Le Parisien il suo primo fumetto: Capitaine Ardent. Poi nel 1960 creò Ivan hoé in Télé 7 Jours seguito da Le Petit Shérif e Les Trois Mousquetaires. Alla fine degli anni '60 riprende in Pif Gadget il personaggio di Nasdine Hodja, sceneggiato da Roger Lécureux, proseguendo il lavoro di Pierre Leguen e Roger Bastard, dal n. 1257 (Pif Gadget n° 19), L’insaisissable prend la mouche (20 tavole) dal 5 luglio 1969 al n. 1407 (Pif Gadget n. 169), La pastèque creuse (20 tavole) di a maggio 1972. Sono le avventure piratesche di un Robin Hood orientale, che giocava con i califfi e altri pascià, con tanti trucchi vari. Disegnò 16 storie complete e portò a compimento la serie di Nasdine Hodja, nata nel 1946 sul periodico Vaillant.
Era meglio conosciuto per le copertine disegnate per il settimanale Detective. Furono pubblicate in edicola dal kiosques à journaux per annunciare i nuovi numeri del settimanale. Le disegnò con il suo stile molto realistico. Dichiarò che le aveva disegnate peri proteggere la vittima del disegno, per sempre, un attimo prima che accadeva il fatto. La vittima rimaneva così al sicuro per i posteri. Collaborò anche con altri giornali come France Soir, Liberation e L'Évènement du Jeudi .
Negli anni '90 continuò la sua carriera con Arthur et Stéphane, e Yankee. Adattamento della serie televisiva K 2000 per la TV francese. Pubblicò anche fumetti erotici, sotto lo pseudonimo di Arcor', in Bédéadult come Dr. Sex e Pot Bouille.

## Lavori
- Pierre Nord (sceneggiatura), Angelo Di Marco (disegni), Capitano Ardant, Edizioni Prifo, 1977
- Roger Couderc e Henri Garcia (sceneggiatura), Angelo Di Marco, Roland Garel, Pierre Le Guen e Pierre Dupuis (disegni), The Grand Chelem, Torneo 5 Nazioni 77 , edizioni Setam, collezione Les grands exploits sportif, 1978
- Jean-Gérard Imbar e Henri Renand (sceneggiatura), André Chéret, Angelo Di Marco, Pierre Dupuis, Roland Garel, Christian Gaty, Jean-Louis Hubert, Pierre Le Guen, Philippe Luguy, Lucien Nortier, Jamy Pruvot (disegni), L'encyclopédie en Bandes Dessinées, éditions, Philippe Auzou vari volumi dal 1980 al 1982[7]
- Olivier Fontaine (sceneggiatura), Angelo Di Marco (disegno), K2000, t. 1: La macchina per uccidere , Edizioni Dargaud , 1988[8]
- Henri Filippini (sceneggiatura), Arcor (disegno), Doctor Sex, t. 1: La clinica di tutti i desideri , edizioni CAP, 1990
- Henri Filippini (sceneggiatura), Arcor (disegno), Doctor Sex, t. 2: Doctor Sex , edizioni CAP, 1990
- Paul Couturia (sceneggiatura), Angelo Di Marco (disegno), Le yankee , t. 1: Sombre mardi gras , edizioni Lefrancq , 1991[9]
- Henri Filippini (sceneggiatura), Arcor (disegno), Doctor Sex, t. 3: Il gulag , edizioni CAP, 1993[10]
- Arcor (sceneggiatura e disegno), Eva , t. 1: Nascita di una stella , edizioni CAP, 1995
- Roger Lécureux (sceneggiatura), Angelo Di Marco (disegno), Nasdine Hodja, t. 1: Nasdine prende il volo , edizioni Taupinambour , 2009
- Roger Lécureux (sceneggiatura), Angelo Di Marco (disegno), Nasdine Hodja, t. 2: Il principe dei ladri , edizioni Taupinambour, 2009
- Roger Lécureux (sceneggiatura), Angelo Di Marco (disegno), Nasdine Hodja, t. 3: La leggenda dell'inafferrabile, edizioni Taupinambour, 2010
- Roger Lécureux (sceneggiatura), Angelo Di Marco (disegno), Nasdine Hodja, t. 4: Il falco di giada , edizioni Taupinambour, 2010
- Roger Lécureux (sceneggiatura), Angelo Di Marco (disegno), Nasdine Hodja, t. 5: Una volta non è consuetudine , edizioni Taupinambour, 2012
- Roger Lécureux (sceneggiatura), Angelo Di Marco (disegno), Nasdine Hodja, t. 6: Il visir falco , edizioni Taupinambour, 2007
- Stéphane Bourgoin (sceneggiatura), Angelo Di Marco e Danny Rolling (disegno), La Totale, Delitti e fatti vari , 3 volumi: Almanach du crime & des faits divers, Sang pour sang nouveau, Le nouvel almanach du crime & des faits divers et Art killer, edizione 2012[11]
- Ondine Millot (testo), Angelo Di Marco (illustrazioni), Love to Death, Stories, Investigations, Encounters and Other Passionate Crimes, edizioni Steinkis, 2013

## Libri
- Di Marco, 20 ans de faits divers, de Gabriel Gaultier et Eric Pays, éditions Hoëbeke 1989[12]
- Angelo Di Marco, The Art of Crime , di Brendan Kemmet, Steinkis Publishing House 2015[13]
- Vincent Bernière, «Arcor: Docteur Sex», dans Les 100 plus belles planches de la BD érotique, Beaux-Arts éditions, 2015, p. 56-57.[14]
- Martin Monestier, Varie. Enciclopedia contemporanea divertente e insolita , Parigi, Lecherche-midi, 2004. p. 384

## Riviste
- «Dossier Di Marco», Hop! n. 114, giugno 2007